# Фільмографія братів Люм'єр

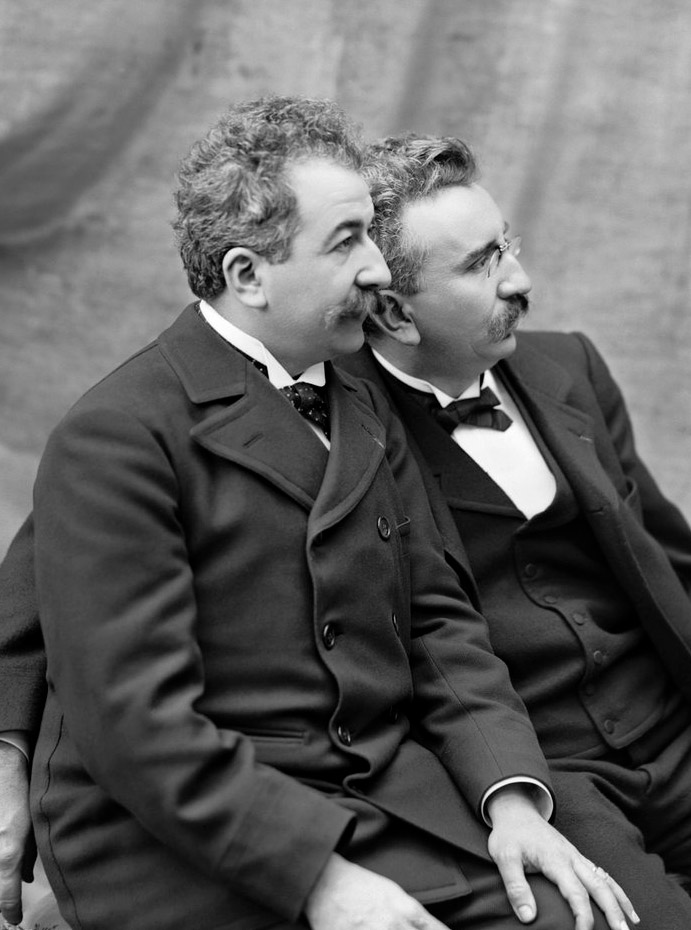
Огюст (ліворуч) та Луї Люм'єри

Фільмографія братів Люм'єр — це інформаційний список фільмів братів Луї та Огюста Люм'єрів у якому відображені всі фільми, що включені до «Каталогу видів…», а також некаталогізовані фільми, які брали участь у першому платному показі.
Дивитись також основні статтіБрати Люм'єр, Луї Люм'єр та Огюст Люм'єр.

## Діяльність братів Люм'єр
Брати Люм'єри вважаються творцями кінематографа. Молодший брат Луї винайшов запатентований у лютому 1895 року апарат «Сінематограф», що був призначений як для зйомки, так і для демонстрації відзнятого матеріалу. Старший брат Огюст — організатор бізнесу їхнього підприємства. Протягом весни — осені 1895 року братами було створено і показано на різних закритих заходах декілька коротких (менше хвилини) фільмів, а 28 грудня 1895 року в Парижі на бульварі Капуцинок відбувся перший публічний платний кіносеанс.
Протягом 1896—1897 років брати Люм'єри займалися продажем апаратів «Сінематограф» та кіноплівки, а також дистрибуцією кіноматеріалів різних операторів, створених для фірми «Люм'єр». Набагато менше часу приділяли самостійним зйомок. Вже у 1897 році під тиском конкуренції Луї повністю припинив займатися кінозніманням як бізнесом, продав всі належні йому патенти у сфері кінематографа і присвятив себе іншим проєктам.
У 1896—1905 роках також видавався «Загальний каталог позитивних кінематографічних видів з колекції Люм'єр» (фільми іменувалися «видами», фр. vue). В каталозі не вказувалися імена авторів, а на самих плівках не було титрів, так що встановити авторство конкретного «виду» було важко. За два роки до смерті Луї Люм'єра, в 1946 році історик кінематографа Жорж Садуль зустрівся з ним і отримав від творця кіно примірник Каталогу видів…", на якому вручну були відзначені фільми, зняті безпосередньо братами Люм'єр. 1997 року дослідниками Мішель Обер і Жаном-Клодом Сегеном разом із співавторами була підготовлена ґрунтовна праця, що описує всі фільми, створені як самими братами Люм'єр, так й іншими операторами за їх замовленням — для визначення авторства був узятий список Садуля. 2015 року на основі книги з дозволу її авторів був створений вебсайт «Каталог Люм'єр».
Загалом у «Каталогах видів…» за різні роки містяться 1428 (за іншими даними — 1423) фільмів, з яких збереглися 1418. Крім цього, відомі близько 800 некаталогізовані плівки. З цієї величезної кількості безпосередньо творцями кінематографа було знято близько 70. Причому Огюст створив лише один фільм «Бур'яни», автором всіх інших був Луї.
Збереженням спадщини братів Люм'єр займається, створений у 1982 році в Ліоні, Інститут Люм'єр. 1995 року, до 100-річчя першого публічного показу, урядом Франції була розпочата програма з розповсюдження творчості Люм'єрів. З цього моменту близько 350 фільмів, створених ними та за їх замовленням, після вікової перерви стали доступні глядачам: вони вийшли на DVD або були викладені в інтернет. Однак три чверті творчої спадщини основоположників кінематографа як і раніше недоступні. Велика частина фільмів з колекції Люм'єрів на початок XXI століття зберігається в Національній бібліотеці Франції або у Французькому кіноархіві.

## Фільмографія (список)
Фільми відсортовані за датою прем'єрного показу.
| Вид  | Фільм | Назва                                                                                       | Тривалість | Дата та місце зйомки                                                              | Дата та місце прем'єри                                   | 1-й сеанс |                                             |
| ---- | ----- | ------------------------------------------------------------------------------------------- | ---------- | --------------------------------------------------------------------------------- | -------------------------------------------------------- | --------- | ------------------------------------------- |
| —    |       | Вольтижировка La voltige                                                                    | 43 сек.    | весна 1895, казарми Пар-Д'йо, Ліон                                                | 10 та 12 червня 1895, Ліон                               | Так, 2    | [ 8 ] [ Комм 4 ]                            |
| 91-1 |       | Вихід з фабрики Люм'єрів в Ліоні La sortie de l'usine Lumière à Lyon                        | 45 сек.    | 26 травня 1895 фабрика Люм'єр, Монплезир, Ліон                                    | 10 червня 1895 Ліон                                      | Так, 1    | [ 10 ] [ 11 ] [ 12 ] [ Комм 5 ]             |
| 88   |       | Сніданок немовляти Repas de bébé                                                            | 40 сек.    | між 22 березня та 10 червня 1895, вілла Люм'єр, Монплезір, Ліон                   | 10 червня 1895, Ліон                                     | Так, 7    | [ 10 ] [ 11 ] [ 16 ]                        |
| 369  |       | Ловля золотих рибок Pêche aux poissons rouges                                               | 43 сек.    | між 22 березня та 10 червня 1895, вілла Люм'єр, Монплезир, Ліон                   | 10 червня 1895, Ліон                                     | Так, 3    | [ 10 ] [ 11 ] [ 17 ]                        |
| 128  |       | Площа Кордельє Ліоні La place des Cordeliers à Lyon                                         | 40 сек.    | 10 травня 1895, площа Кордельеє Ліон                                              | 10 червня 1895, Ліон                                     | Так, 9    | [ 18 ]                                      |
| 99-1 |       | Политий поливальник Le jardinier (l'Arroseur arrosé)                                        | 45 сек.    | між 22 березня та 10 червня 1895, вілла Люм'єр, Монплезир, Ліон                   | 10 червня 1895, Ліон                                     | Так, 6    | [ 10 ] [ 19 ]                               |
| —    |       | Прибуття делегатів на фотоконгрес у Ліоні Le débarquement du Congrès de photographie à Lyon | 44 сек.    | 11 червня 1895, набережная Пастер, Ньовіль-сюр-Сон                                | 12 червня 1895, Ліон                                     | Так, 4    |                                             |
| —    |       | Стрибок через ковдру Le saut à la couverture                                                | 41 сек.    | весна 1895, казарми Пар-Дьє, Ліон                                                 | 12 червня 1895, Ліон                                     | Так, 8    | [ Комм 6 ]                                  |
| 11   |       | Морське купання La mer (Baignade en mer)                                                    | 33 сек.    | між 11 липня та 21 вересня 1895, Ла-Сьота                                         | 21 вересня 1895, маєток Люм'єрів «Кло де пляж», Ла-Сьота | Так, 10   | [ 10 ] [ 21 ] [ 22 ]                        |
| 51   |       | Ковалі Forgerons                                                                            | 49 сек.    | до 14 жовтня 1895, фабрика Люм'єр, Монплезир, Ліон                                | 14 жовтня 1895, Ліон                                     | Так, 5    | [ 10 ] [ 18 ] [ 23 ]                        |
| 111  |       | Обговорення Discussion                                                                      | н/д        | між 4 та 28 грудня 1895, Монплезир, Ліон                                          | 28 грудня 1895, Париж                                    | Ні        | [ 24 ] [ 25 ]                               |
| 118  |       | Фотограф Photographe                                                                        | 41 сек.    | між 4 та 28 грудня 1895, Монплезир, Ліон                                          | 26 січня 1896, Лион                                      | Ні        | [ 26 ] [ 27 ]                               |
| 68   |       | Рибалки, що змотують сітки Pêcheurs raccommodant les filets                                 | н/д        | між 16 січня та 9 лютого 1896, Средиземное море, Франция                          | 9 лютого 1896, Ліон                                      | Ні        | [ 28 ] [ 29 ]                               |
| 120  |       | Що посієш те й пожнеш Un prêté pour un rendu                                                | н/д        | між 16 січня та 9 лютого 1896, маєток Люм'єрів «Кло де пляж», Ла-Сьота            | 9 лютого 1896, Ліон                                      | Ні        | [ 29 ] [ 30 ]                               |
| 1    |       | Обретання тарілок Assiettes tournantes                                                      | 45 сек.    | між 16 січня та 9 лютого 1896, маєток Люм'єрів «Кло де пляж», Ла-Сьота            | 20 лютого 1896, Політехнічний інститут, Лондон           | Ні        | [ 31 ] [ 32 ]                               |
| 90   |       | Змія Serpent                                                                                | н/д        | між 16 січня та 9 лютого 1896, маєток Люм'єрів «Кло де пляж», Ла-Сьота            | 20 лютого 1896, Політехнічний інститут, Лондон           | Ні        | [ 32 ] [ 33 ]                               |
| 73   |       | Гра в карти Partie d’écarté                                                                 | 53 сек.    | між 16 січня та 9 лютого 1896, маєток Люм'єрів «Кло де пляж», Ла-Сьота            | 20 лютого 1896, Політехнічний інститут, Лондон           | Ні        | [ 34 ] [ 35 ]                               |
| 105  |       | Капелюх, що змінюється Chapeaux à transformation                                            | 46 сек.    | між 16 січня та 9 лютого 1896, маєток Люм'єрів «Кло де пляж», Ла-Сьота            | 23 лютого 1896, Ліон                                     | Ні        | [ 36 ] [ 37 ]                               |
| 40-1 |       | Знесення стіни Démolition d'un mur                                                          | 44 сек.    | до 6 березня 1896, фабрика Люм'єр, Монплезир, Ліон                                | 6 березня 1896, Фото-Клуб, Ліон                          | Ні        | [ 38 ] [ 39 ]                               |
| 40-2 |       | Знесення стіни Démolition d'un mur                                                          | 44 сек.    | до 6 березня 1896, фабрика Люм'єр, Монплезир, Ліон                                | 6 березня 1896, Фото-Клуб, Ліон                          | Ні        | [ 39 ] [ 40 ] [ Комм 7 ]                    |
| 82   |       | Дитяча сварка Querelle enfantine                                                            | 45 сек.    | між 16 січня та 7 березня 1896, маєток Люм'єрів «Кло де пляж», Ла-Сьота           | 7 березня 1896, Емпайр-Театр, Лондон                     | Ні        | [ 41 ] [ 42 ]                               |
| 6    |       | Рубка дерева Abattage d'un arbre                                                            | н/д        | зима 1896, Монплезир, Ліон                                                        | 8 березня 1896, Булонь-сюр-Мер                           | Ні        | [ 43 ] [ 44 ]                               |
| 3    |       | Акваріум Aquarium                                                                           | 48 сек.    | початок 1896                                                                      | 22 березня 1896, Ліон                                    | Ні        | [ 45 ] [ 46 ]                               |
| 2    |       | Майстерні у Ла-Сьота Ateliers de La Ciotat                                                  | 47 сек.    | між 16 січня та 22 березня 1896, док компанії Messageries Maritimes, Ла-Сьота     | 22 березня 1896, Ліон                                    | Ні        | [ 46 ] [ 47 ]                               |
| 63   |       | Столяри Menuisiers                                                                          | н/д        | початок 1896 Фабрика Люм'єр, Монплезир, Ліон                                      | 22 березня 1896, Ліон                                    | Ні        | [ 46 ] [ 48 ]                               |
| 48   |       | Прогулянка на човні Embarquement pour la promenade                                          | н/д        | між 16 січня та 5 квітня 1896, маєток Люм'єрів «Кло де пляж», Ла-Сьота            | 5 квітня 1896, Ліон                                      | Ні        | [ 49 ] [ 50 ]                               |
| 132  |       | Біржа La Bourse                                                                             | н/д        | до 11 квітня 1896, авеню Канбьер, Марсель                                         | 13 квітня 1896, Марсель                                  | Ні        | [ 51 ] [ 52 ]                               |
| 74   |       | Гра в нарди Partie de tric-trac                                                             | 45 сек.    | між 16 січня та 13 квітня 1896, маєток Люм'єрів «Кло де пляж», Ла-Сьота           | 13 квітня 1896, Марсель                                  | Ні        | [ 52 ] [ 53 ]                               |
| 72   |       | Гра в шари Partie de boules                                                                 | 48 сек.    | між 16 січня та 13 квітня 1896, маєток Люм'єрів «Кло де пляж», Ла-Сьота           | 18 квітня 1896, Ліон                                     | Ні        | [ 54 ] [ 55 ]                               |
| 22   |       | Концерт Concert                                                                             | 42 сек.    | між 16 січня та 18 квітня 1896, маєток Люм'єрів «Кло де пляж», Ла-Сьота           | 18 квітня 1896, Ліон                                     | Ні        | [ 55 ] [ 56 ]                               |
| 107  |       | Механічний м'ясник Charcuterie mécanique                                                    | 52 сек.    | між 16 січня та 18 квітня 1896, маєток Люм'єрів «Кло де пляж», Ла-Сьота           | 18 квітня 1896, Ліон                                     | Ні        | [ 55 ] [ 57 ]                               |
| 57   |       | Спуск корабля на воду Lancement d'un navire                                                 | 31 сек.    | 21 березня 1896, док фирмы Forges et chantiers de la Méditerranée, Ла-Сен-сюр-Мер | 18 квітня 1896, Ліон                                     | Ні        | [ 55 ] [ 58 ]                               |
| 320  |       | Котел Chaudière                                                                             | 40 сек.    | між 16 січня та 19 квітня 1896, порт Ла-Сьота                                     | 19 квітня 1896, Лілль                                    | Ні        | [ 59 ] [ 60 ]                               |
| 5    |       | Приїзд на колясці Arrivée en voiture                                                        | 40 сек.    | 16 січня 1896, маєток Люм'єрів «Кло де пляж», Ла-Сьота                            | 21 квітня 1896, Бордо                                    | Ні        | [ 61 ] [ 62 ]                               |
| 70   |       | Ловля сардин Pêche aux sardines                                                             | 50 сек.    | між 16 січня та 9 лютого 1896, Середземне море, Франція                           | 25 квітня 1896, Руан                                     | Ні        | [ 63 ] [ 64 ]                               |
| 32   |       | Від'їзд на колясці Départ en voiture                                                        | н/д        | між 16 січня та 21 квітня 1896, маєток Люм'єрів «Кло де пляж», Ла-Сьота           | 25 квітня 1896, Руан                                     | Ні        | [ 65 ] [ 66 ]                               |
| 49   |       | Дитина та собака Enfant et chien                                                            | н/д        | весна 1896 до 25 квітня, будинок Кьолерів, Монплезир, Ліон                        | 25 квітня 1896, Руан                                     | Ні        | [ 66 ] [ 67 ]                               |
| 62   |       | Коваль Maréchal-ferrant                                                                     | 54 сек.    | весна 1896, Ла-Сьота                                                              | 26 квітня 1896, Ліон                                     | Ні        | [ 68 ] [ 69 ]                               |
| 10   |       | Човен у морі Barque en mer                                                                  | н/д        | між 16 січня та 15 травня 1896, вероятно Ла-Сьота                                 | 15 травня 1896, Нансі                                    | Ні        | [ 70 ] [ 71 ]                               |
| 85   |       | Повернення з морської прогулянки Retour d'une promenade en mer                              | 40 сек.    | між 16 січня та 24 травня 1896, Ла-Сьота                                          | 24 травня 1896, Мадрид                                   | Ні        | [ 72 ] [ 73 ]                               |
| 91-2 |       | Вихід робітників з фабрики, II La sortie de l'usine Lumière à Lyon, II                      | 44 сек.    | 10 березня 1896, фабрика Люм'єр, Монплезир, Лион                                  | 10 липня 1896, Нью-Йорк                                  | Ні        | [ 13 ] [ 74 ] [ Комм 8 ]                    |
| 129  |       | Площа Белькур Place Bellecour                                                               | 40 сек.    | весна 1896, площа Белькур, Ліон                                                   | 14 червня 1896, Ліон                                     | Ні        | [ 76 ] [ 77 ]                               |
| 33   |       | Старт велогонки Départ de cyclistes                                                         | 45 сек.    | 12 липня 1896, дорога на Амберйо, Ліон                                            | 24 липня 1896, Ліон                                      | Ні        | [ 78 ] [ 79 ]                               |
| 94   |       | Сцена з дітьми Scène d'enfants                                                              | н/д        | весна—літо 1896, будинок Кьолерів, Монплезир, Ліон                                | 23 серпня 1896, Ліон                                     | Ні        | [ 80 ] [ 81 ]                               |
| 42   |       | Лист навпаки Écriture à l'envers                                                            | 45 сек.    | між 16 січня та 9 лютого 1896, маєток Люм'єрів «Кло де пляж», Ла-Сьота            | 30 серпня 1896, Ліон                                     | Ні        | [ 82 ] [ 83 ]                               |
| 84   |       | Купання з плоту Radeau avec baigneurs                                                       | 40 сек.    | літо 1895, Ла-Сьота                                                               | 6 вересня 1896, Тулуза                                   | Ні        | [ 84 ] [ 85 ] [ 86 ] [ 87 ] [ Комм 9 ]      |
| 67   |       | Перші кроки немовляти Premiers pas de bébé                                                  | 44 сек.    | літо 1896, будинок Кьолерів, Монплезир, Лион                                      | 6 вересня 1896, Лион                                     | Ні        | [ 88 ] [ 89 ]                               |
| 65   |       | Ринок Marché                                                                                | н/д        | між 16 січня та 12 вересня 1896, Марсель                                          | 12 вересня 1896, Перігьо                                 | Ні        | [ 90 ] [ 91 ]                               |
| 55   |       | Урок їзди на велосипеді Leçon de bicyclette                                                 | н/д        | 1896, Ла-Сьота                                                                    | 17 вересня 1896, Перігьо                                 | Ні        | [ 92 ] [ 93 ] [ Комм 10 ]                   |
| 91-3 |       | Вихід робітників з фабрики, III La sortie de l'usine Lumière à Lyon, III                    | 39 сек.    | 15 серпня 1896, фабрика Люм'єр, Монплезир, Лион                                   | 4 жовтня 1896, Лион                                      | Ні        | [ 14 ] [ Комм 5 ] [ Комм 8 ]                |
| 86   |       | Обід кицьок Repas des chats                                                                 | 37 сек.    | 1896, будинок Кьолерів, Монплезир, Ліон                                           | 4 жовтня 1896, Лион                                      | Ні        | [ 94 ] [ 95 ]                               |
| 109  |       | Біг у мішках Course en sacs                                                                 | 45 сек.    | осінь 1896, не пізніш 25 жовтня, Монплезир, Лион                                  | 25 жовтня 1896, Булонь-сюр-Мер                           | Ні        | [ 96 ] [ 97 ]                               |
| 133  |       | Авеню Канб'єр La Canebière                                                                  | 47 сек.    | до 11 квітня 1896, авеню Канб'єр, Марсель                                         | 20 листопада 1896, Марсель                               | Ні        | [ 98 ] [ 99 ] [ Комм 11 ]                   |
| 64   |       | Зілля Mauvaises herbes                                                                      | 47 сек.    | між 16 січня та 1 травня 1896, маєток Люм'єрів «Кло де пляж», Ла-Сьота            | 4 січня 1897, Оксер                                      | Ні        | [ 100 ] [ 101 ] [ 102 ] [ 103 ] [ Комм 12 ] |
| 41   |       | Котячий обід Déjeuner du chat                                                               | 44 сек.    | до 11 квітня 1897, будинок родини Кьолерів, Монплезир, Ліон                       | 11 квітня 1897, Ліон                                     | Ні        | [ 104 ] [ 105 ]                             |
| 658  |       | Братик та сестричка Petit frère et petite soeur                                             | н/д        | літо 1897, будинок Кьолерів, Монплезир, Ліон                                      | 10 жовтня 1897, Ліон                                     | Ні        | [ 106 ] [ 107 ]                             |
| 656  |       | Купання в морі Bains en mer                                                                 | 44 сек.    | літо 1897, маєток Люм'єрів «Кло де пляж», Ла-Сьота                                | 10 жовтня 1897, Лион                                     | Ні        | [ 107 ] [ 108 ]                             |
| 653  |       | Прибуття поїзда на вокзал Ла-Сьота Arrivée d'un train à La Ciotat                           | 47 сек.    | літо 1897, залізнична станція, Ла-Сьота                                           | 10 жовтня 1897, Ліон                                     | Ні        | [ 109 ] [ 110 ] [ 111 ] [ 112 ] [ Комм 13 ] |
| 654  |       | Дитячі ласощі Le goûter des bébés                                                           | 42 сек.    | літо 1897, маєток Люм'єрів «Кло де пляж», Ла-Сьота                                | 24 і 26 жовтня 1897, Ліон                                | Ні        | [ 113 ] [ 114 ] [ 115 ]                     |
| 566  |       | Гра в теніс Une partie de lawn-tennis                                                       | н/д        | літо 1897, маєток Люм'єрів «Кло де пляж», Ла-Сьота                                | 24 жовтня 1897, Лион                                     | Ні        | [ 114 ] [ 116 ]                             |
| 659  |       | Дитячий хоровод Ronde enfantine                                                             | н/д        | літо 1897, будинок Кьолерів, Монплезир, Ліон                                      | 28 листопада 1897, Ліон                                  | Ні        | [ 117 ] [ 118 ]                             |
| 757  |       | П'єро та муха Pierrot et la mouche                                                          | н/д        | між 16 січня та 9 лютого 1896, маєток Люм'єрів «Кло де пляж», Ла-Сьота            | 20 лютого 1898, Ліон                                     | Ні        | [ 119 ] [ 120 ]                             |
| 1101 |       | Граючий кіт Le chat qui joue                                                                | н/д        | 1897 — початок 1899, Монплезир, Ліон                                              | 14 липня 1899, Ліон                                      | Ні        | [ 121 ] [ 122 ]                             |
| 43   |       | Дитячі іграшки Enfants aux jouets                                                           | н/д        | літо 1897, вілла Люм'єрів, Монплезир, Ліон                                        | прокатне посвідчення отримано в Ліоні 22 жовтня 1897     | Ні        | [ 123 ] [ 124 ] [ 125 ] [ Комм 14 ]         |
| 9    |       | Човен, що виходить з порту Barque sortant du port                                           | 45 сек.    | лето 1897, Ла-Сьота                                                               | прокатне посвідчення отримано в Ліоні 22 жовтня 1897     | Ні        | [ 126 ] [ Комм 15 ]                         |
| 194  |       | Вольтижировка Voltige                                                                       | 39 сек.    | весна 1896, казарми Пар-Д'йо, Ліон                                                | немає даних                                              | Ні        | [ 9 ] [ Комм 16 ]                           |
| 91-4 |       | Вихід робітників з фабрики, IV La sortie de l'usine Lumière à Lyon, IV                      | н/д        | лютий 1897, фабрика Люм'єр, Монплезир, Лион                                       | немає даних                                              | Ні        | [ 75 ] [ Комм 8 ]                           |
| 657  |       | Душ після купання Douche après le bain                                                      | 50 сек.    | літо 1897, тераса маєтку Люм'єрів «Кло де пляж», Ла-Сьота                         | немає даних                                              | Ні        | [ 127 ]                                     |
| 668  |       | Жонглер м'ячем Jongleur au ballon                                                           | н/д        | між 16 січня та 9 лютого 1896, маєток Люм'єрів «Кло де пляж», Ла-Сьота            | немає даних                                              | Ні        | [ 128 ]                                     |
| 89   |       | Родинний обід Repas en famille                                                              | 40 сек.    | літо 1896, будинок Кьолерів, Монплезир, Ліон                                      | немає даних                                              | Ні        | [ 129 ]                                     |
| 1102 |       | Миття собачки La toilette du petit chien                                                    | 51 сек.    | 1900 — січень 1901, будинок Кьолерів, Монплезир, Ліон                             | немає даних                                              | Ні        | [ 130 ]                                     |